# Jesse Eisenberg
Jesse Adam Eisenberg (Nova Iorque, 5 de outubro de 1983) é um ator, autor, humorista e dramaturgo americano. Nascido e criado na Cidade de Nova Iorque, Eisenberg começou a atuar em peças de teatro ainda criança. Ele estreou na televisão em Get Real (1999–2000) e no cinema em Roger Dodger (2002).
Em 2009, Eisenberg estrelou em Adventureland com Kristen Stewart e em Zombieland com Emma Stone, Abigail Breslin e Woody Harrelson. No ano seguinte, ele interpretou Mark Zuckerberg, o fundador do Facebook, em The Social Network, e recebeu indicações ao BAFTA, Globo de Ouro, e Óscar.
Desde então, Eisenberg deu voz a Blu, uma ararinha-azul, em Rio (2011) e Rio 2 (2014); estrelou em 30 Minutes or Less (2011), To Rome with Love (2012), Now You See Me (2013) e Now You See Me 2 (2016); reuniu-se a Kristen Stewart em American Ultra (2015) e Café Society (2016); e interpretou o supervilão Lex Luthor em Batman v Superman: Dawn of Justice (2016).
O primeiro livro de Eisenberg, Bream Gives Me Hiccups: and Other Stories, uma coleção de historietas, foi lançado em setembro de 2015.

## Biografia
Eisenberg nasceu no Queens, em Nova York, e cresceu lá e em East Brunswick, Nova Jérsei. Sua mãe, Amy Eisenberg (Amy Fishman, antes de se casar e adotar o nome do marido), que trabalhou como palhaço em festas infantis por 20 anos, atualmente ensina sensibilidade cultural em hospitais. Seu pai, Barry Eisenberg, foi um motorista de táxi, depois possuiu e trabalhou em um hospital, e então se tornou um professor universitário, ensinando sociologia. Ele tem duas irmãs, Hallie Kate Eisenberg, que já foi uma atriz infantil, conhecida como "Garota da Pepsi" em uma série de comerciais, e Kerri. Eisenberg foi criado em uma família secular judaica que originou-se na Polônia e na Ucrânia. Eisenberg foi aceito na Universidade de Nova Iorque, mas desistiu dos estudos para se dedicar a carreira de ator.

## Filmografia

### Cinema
| Ano  | Título                             | Papel                                             | Notas                                |
| ---- | ---------------------------------- | ------------------------------------------------- | ------------------------------------ |
| 2002 | Roger Dodger                       | Nick                                              | [ 3 ]                                |
| 2002 | The Emperor's Club                 | Louis Massoudi                                    |                                      |
| 2004 | The Village                        | Jamison                                           | [ 6 ]                                |
| 2005 | The Squid and the Whale            | Walt Berkman                                      |                                      |
| 2005 | Cursed                             | Jimmy Myers                                       | [ 6 ]                                |
| 2007 | The Education of Charlie Banks     | Charlie Banks                                     |                                      |
| 2007 | The Hunting Party                  | Benjamin Strauss                                  | [ 6 ]                                |
| 2007 | One Day Like Rain                  | Mark                                              |                                      |
| 2007 | The Living Wake                    | Mills Joaquin                                     |                                      |
| 2009 | Some Boys Don't Leave              | Garoto                                            | Curta-metragem                       |
| 2009 | Adventureland                      | James Brennan                                     | [ 3 ]                                |
| 2009 | Beyond All Boundaries              | Ten. Fiske Hanley / Sgto. Benjamin McKinney (voz) | Curta-metragem                       |
| 2009 | Zombieland                         | Columbus                                          | [ 6 ]                                |
| 2010 | Holy Rollers                       | Sam Gold                                          |                                      |
| 2010 | Camp Hell                          | Daniel Jacobs                                     | Diretamente em vídeo                 |
| 2010 | Solitary Man                       | Daniel Cheston                                    | [ 6 ]                                |
| 2010 | The Social Network                 | Mark Zuckerberg                                   | [ 6 ]                                |
| 2011 | Rio                                | Blu (voz)                                         | [ 6 ]                                |
| 2011 | 30 Minutes or Less                 | Nick Davis                                        | [ 6 ]                                |
| 2012 | Why Stop Now                       | Eli Bloom                                         | [ 6 ]                                |
| 2012 | Free Samples                       | Tex                                               |                                      |
| 2012 | To Rome with Love                  | Jack                                              | [ 3 ]                                |
| 2013 | He's Way More Famous Than You      | Ele mesmo                                         |                                      |
| 2013 | Now You See Me                     | J. Daniel "Danny" Atlas                           | [ 6 ]                                |
| 2013 | Night Moves                        | Josh Stamos                                       | [ 6 ]                                |
| 2013 | The Double                         | Simon James / James Simon                         | [ 6 ]                                |
| 2014 | Rio 2                              | Blu (voz)                                         | [ 6 ]                                |
| 2015 | The End of the Tour                | David Lipsky                                      | [ 6 ]                                |
| 2015 | Louder Than Bombs                  | Jonah                                             | [ 6 ]                                |
| 2015 | American Ultra                     | Mike Howell                                       | [ 6 ]                                |
| 2016 | Batman v Superman: Dawn of Justice | Lex Luthor                                        | [ 6 ]                                |
| 2016 | Café Society                       | Bobby Dorfman                                     | [ 7 ]                                |
| 2016 | Now You See Me 2                   | J. Daniel "Danny" Atlas                           | [ 6 ]                                |
| 2017 | Justice League                     | Lex Luthor                                        | [ 6 ]                                |
| 2018 | The Hummingbird Project            | Vincent Zalesky                                   | [ 6 ]                                |
| 2019 | Zombieland: Double Tap             | Columbus                                          | [ 6 ]                                |
| 2019 | The Art of Self-Defense            | Casey                                             |                                      |
| 2019 | Vivarium                           | Tom                                               |                                      |
| 2020 | Resistance                         | Marcel Marceau                                    |                                      |
| 2021 | Zack Snyder's Justice League       | Lex Luthor                                        |                                      |
| 2024 | A Real Pain                        | David Kaplan                                      | Roteiro, direção, produção e atuação |
| 2025 | Now You See Me: Now You Don't      | J. Daniel Atlas                                   | Pós-produção                         |

## Televisão
| Ano       | Título                       | Papel                    | Notas                                        |
| --------- | ---------------------------- | ------------------------ | -------------------------------------------- |
| 1999-2000 | Get Real                     | Kenny Green              | 22 episódios                                 |
| 2001      | Ligthning: Fire from the Sky | Eric Dobbs               | Telefilme                                    |
| 2011      | Saturday Night Live          | Ele mesmo (apresentador) | Episódio: "Jesse Eisenberg/Nicki Minaj"      |
| 2012      | The Newsroom                 | Eric Neal (voz)          | Não creditado Episódio: "We Just Decided To" |
| 2014      | Modern Family                | Asher                    | Episódio: "Under Pressure"                   |
| TBA       | The Market                   | Stan Katzman             | Diretor, roteirista, produtor executivo      |
| TBA       | Bream Gives Me Hiccups       |                          | Filmando Criador, diretor, roteirista        |

## Teatro
| Ano  | Título                                     | Papel                   | Teatro                                                               | Notas                                |
| ---- | ------------------------------------------ | ----------------------- | -------------------------------------------------------------------- | ------------------------------------ |
| 1996 | Summer and Smoke                           | Jovem John (Substituto) | Criterion Center Stage Right                                         |                                      |
| 1999 | The Gathering                              | Michael                 | Playhouse 91                                                         | Creditado como Jesse Adam Eisenberg  |
| 2005 | Orphans                                    | Phillip                 | Greenway Court Theatre, Los Angeles                                  | Produção de workshop                 |
| 2007 | Scarcity                                   | Billy                   | Linda Gross Theater                                                  |                                      |
| 2011 | Asuncion                                   | Edgar                   | Cherry Lane Theatre                                                  | Também dramaturgo                    |
| 2013 | The Revisionist                            | David                   | Cherry Lane Theatre                                                  | Também dramaturgo                    |
| 2015 | The Final Interrogation of Ceausescu's Dog | Homem                   | Playing On Air                                                       | Podcast                              |
| 2015 | The Spoils                                 | Ben                     | Pershing Square Signature Center The Alice Griffin Jewel Box Theatre | Também dramaturgo (era Off-Broadway) |
| 2015 | A Little Part of All of Us                 | Joey                    | Playing On Air                                                       | Também roteirista, podcast           |
| 2016 | The Blizzard                               | Neil                    | Playing On Air                                                       | Podcast                              |
| 2016 | The Spoils                                 | Ben                     | Trafalgar Studios, West End                                          | Também dramaturgo (era West End)     |
| 2016 | Oh, Hello                                  | Ele mesmo (convidado)   | Lyceum Theatre (Broadway)                                            | Segmento: "#2much2na"                |

## Audiolivros
| Ano  | Título                                     | Papel    | Notas        |
| ---- | ------------------------------------------ | -------- | ------------ |
| 2004 | The Gospel According to Larry              | Narrador | [ 15 ]       |
| 2004 | Vote For Larry                             | Narrador | [ 15 ]       |
| 2005 | Be More Chill                              | Narrador |              |
| 2010 | White Cat: The Curse Workers, Book One     | Narrador | [ 15 ]       |
| 2011 | Red Glove: The Curse Workers, Book Two     | Narrador | [ 15 ]       |
| 2012 | Black Heart: The Curse Workers, Book Third | Narrador | [ 15 ]       |
| 2012 | Colin Fischer                              | Narrador | [ 15 ]       |
| 2015 | Bream Gives Me Hiccups: And Other Stories  | Narrador | Também autor |

### Livros
| Título                                    | Data de publicação    | Editora                   |
| ----------------------------------------- | --------------------- | ------------------------- |
| Bream Gives Me Hiccups: And Other Stories | 8 de setembro de 2015 | Groove Press, Nova Iorque |

### Peças
| Título                     | Ano de publicação | Editora                              |
| -------------------------- | ----------------- | ------------------------------------ |
| Asuncion                   | 2011              | Dramatists Play Service, Nova Iorque |
| The Revisionist            | 2013              | Groove Press, Nova Iorque            |
| The Spoils                 | 2015              | Groove Press, Nova Iorque            |
| A Little Part of All of Us | 2015              | Playing On Air                       |